# 1ª Divisão 2006-2007 (hockey su pista)
La 1ª Divisão 2006-2007 è stata la 67ª edizione del torneo di primo livello del campionato portoghese di hockey su pista; disputato tra il 7 ottobre 2006 e il 28 aprile 2007 si è concluso con la vittoria del Porto, al suo sedicesimo titolo.

## Stagione

### Formula
La 1ª Divisão 2006-2007 vide ai nastri di partenza quattordici club; la manifestazione fu organizzata con un girone all'italiana, con gare di andata e ritorno per un totale di 26 giornate: erano assegnati tre punti per l'incontro vinto e due punti a testa per l'incontro pareggiato, mentre non ne era attribuito uno solo per la sconfitta. Al termine della stagione regolare furono disputati i play-off tra le prime otto squadre classificate; la vincitrice venne proclamata campione del Portogallo. Le squadre classificate dal dodicesimo al quattordicesimo posto retrocedettero direttamente in 2ª Divisão, il secondo livello del campionato.

## Classifica finale stagione regolare
|  | Pos. | Squadra            | Pt | G  | V  | N | P  | GF  | GS  | DR   |
|  | ---- | ------------------ | -- | -- | -- | - | -- | --- | --- | ---- |
|  | 1.   | Porto              | 72 | 26 | 23 | 3 | 0  | 111 | 52  | +59  |
|  | 2.   | Benfica            | 64 | 26 | 20 | 4 | 2  | 98  | 35  | +63  |
|  | 3.   | Barcelos           | 56 | 26 | 18 | 2 | 6  | 116 | 66  | +50  |
|  | 4.   | Oliveirense        | 52 | 26 | 16 | 4 | 6  | 163 | 62  | +101 |
|  | 5.   | Juventude Viana    | 44 | 26 | 13 | 5 | 8  | 92  | 74  | +18  |
|  | 6.   | Portosantese       | 43 | 26 | 12 | 7 | 7  | 61  | 119 | -58  |
|  | 7.   | Candelária         | 34 | 26 | 10 | 4 | 12 | 67  | 75  | -8   |
|  | 8.   | Académico Cambra   | 30 | 26 | 9  | 3 | 14 | 62  | 82  | -20  |
|  | 9.   | Juventude Ouriense | 28 | 26 | 8  | 4 | 14 | 83  | 104 | -21  |
|  | 10.  | Valongo            | 26 | 26 | 7  | 5 | 14 | 61  | 89  | -28  |
|  | 11.  | Gulpilhares        | 25 | 26 | 7  | 4 | 15 | 66  | 90  | -24  |
|  | 12.  | Paço de Arcos      | 19 | 26 | 5  | 4 | 17 | 70  | 104 | -34  |
|  | 13.  | Sintra             | 14 | 26 | 4  | 2 | 20 | 49  | 82  | -33  |
|  | 14.  | Fisica             | 12 | 26 | 3  | 3 | 20 | 43  | 108 | -65  |

Legenda:
  Vincitore della Coppa del Portogallo 2006-2007.
  Partecipa ai play-off.
      Campione del Portogallo e ammessa all'Eurolega 2007-2008.
      Ammesse all'Eurolega 2007-2008.
      Ammesse alla Coppa CERS 2007-2008.
      Retrocesse in 2ª Divisão 2007-2008.
Note:
Tre punti a vittoria, uno a pareggio, zero a sconfitta.

## Play-off
|  | Quarti di finale | Quarti di finale | Quarti di finale | Quarti di finale | Quarti di finale |  |  | Semifinali | Semifinali  | Semifinali | Semifinali | Semifinali |         |      | Finale | Finale | Finale | Finale | Finale | Finale | Finale |  |
|  |                  |                  |                  |                  |                  |  |  |            |             |            |            |            |         |      |        |        |        |        |        |        |        |  |
|  | 1                | Porto            | Porto            | 5                | 4                |  |  |            |             |            |            |            |         |      |        |        |        |        |        |        |        |  |
|  | 8                | Académico Cambra | Académico Cambra | 2                | 1                |  |  | 1          | Porto       | 5(1)       | 3(0)       | 6          |         |      |        |        |        |        |        |        |        |  |
|  | 4                | Oliveirense      | Oliveirense      | 2(1)             | 3                |  |  | 4          | Oliveirense | 5(0)       | 3(1)       | 5          |         |      |        |        |        |        |        |        |        |  |
|  | 5                | Juventude Viana  | Juventude Viana  | 2(0)             | 2                |  |  |            |             |            |            |            |         |      | 1      | Porto  | Porto  | Porto  | 1(2)   | 3      | 5      |  |
|  | 2                | Benfica          | Benfica          | 4                | 2(2)             |  |  |            |             | 2          | Benfica    | Benfica    | Benfica | 1(1) | 2      | 0      |        |        |        |        |        |  |
|  | 7                | Candelária       | Candelária       | 2                | 2(1)             |  |  | 2          | Benfica     | 3          | 1          | 4          |         |      |        |        |        |        |        |        |        |  |
|  | 3                | Barcelos         | 5                | 1                | 3                |  |  | 3          | Barcelos    | 2          | 4          | 3          |         |      |        |        |        |        |        |        |        |  |
|  | 6                | Portosantese     | 3                | 3                | 1                |  |  |            |             |            |            |            |         |      |        |        |        |        |        |        |        |  |